# Formula 1 – sezona 1986.
| FIA Svjetsko prvenstvo Formule 1 1986. | FIA Svjetsko prvenstvo Formule 1 1986. |
|                                        | Prvak                                  |
| -------------------------------------- | -------------------------------------- |
| Vozač                                  | Alain Prost (McLaren-TAG)              |
| Konstruktor                            | Williams-Honda                         |
| Prethodna sezona                       | Sljedeća sezona                        |
| 1985.                                  | 1987.                                  |

Formula 1 – sezona 1986. je bila 37. sezona Formule 1. Vozilo se 16 utrka u periodu od 23. ožujka do 26. listopada 1986. godine. Svjetski prvak po drugi puta postao je Alain Prost, a konstruktorski prvak po treći put momčad Williamsa.

## Vozači i konstruktori
| Konstruktor / Momčad                               | Šasija                     | Motor                          | Gume | Broj | Vozači             | Utrke       |
| -------------------------------------------------- | -------------------------- | ------------------------------ | ---- | ---- | ------------------ | ----------- |
| McLaren-TAG Porsche Marlboro McLaren International | McLaren MP4/2C             | TAG Porsche P01 V6 t 1.5       | G    | 1    | Alain Prost        | Sve         |
| McLaren-TAG Porsche Marlboro McLaren International | McLaren MP4/2C             | TAG Porsche P01 V6 t 1.5       | G    | 2    | Keke Rosberg       | Sve         |
| Tyrrell-Renault Data General Team Tyrrell          | Tyrrell 014 Tyrrell 015    | Renault EF15 V6 t 1.5          | G    | 3    | Martin Brundle     | Sve         |
| Tyrrell-Renault Data General Team Tyrrell          | Tyrrell 014 Tyrrell 015    | Renault EF15 V6 t 1.5          | G    | 4    | Philippe Streiff   | Sve         |
| Williams-Honda Canon Williams Honda Team           | Williams FW11              | Honda RA166E V6 t 1.5          | G    | 5    | Nigel Mansell      | Sve         |
| Williams-Honda Canon Williams Honda Team           | Williams FW11              | Honda RA166E V6 t 1.5          | G    | 6    | Nelson Piquet      | Sve         |
| Brabham-BMW Motor Racing Developments Ltd          | Brabham BT55               | BMW M12/13 L4 t 1.5            | P    | 7    | Riccardo Patrese   | Sve         |
| Brabham-BMW Motor Racing Developments Ltd          | Brabham BT55               | BMW M12/13 L4 t 1.5            | P    | 8    | Elio de Angelis    | 1-4         |
| Brabham-BMW Motor Racing Developments Ltd          | Brabham BT55               | BMW M12/13 L4 t 1.5            | P    | 8    | Derek Warwick      | 6-16        |
| RAM-Hart RAM Racing for Australia                  | RAM 03B                    | Hart 415T L4 t 1.5             | P    | 9    | Mike Thackwell     | 1           |
| Lotus-Renault John Player Special Team Lotus       | Lotus 98T                  | Renault EF15B V6 t 1.5         | G    | 11   | Johnny Dumfries    | Sve         |
| Lotus-Renault John Player Special Team Lotus       | Lotus 98T                  | Renault EF15B V6 t 1.5         | G    | 12   | Ayrton Senna       | Sve         |
| Zakspeed West Zakspeed Racing                      | Zakspeed 861               | Zakspeed 1500/4 L4 t 1.5       | G    | 14   | Jonathan Palmer    | Sve         |
| Zakspeed West Zakspeed Racing                      | Zakspeed 861               | Zakspeed 1500/4 L4 t 1.5       | G    | 29   | Huub Rothengatter  | 3-16        |
| Lola-Hart Lola-Ford Cosworth Team Haas (USA) Ltd   | Lola THL1                  | Hart 415T L4 t 1.5             | G    | 15   | Alan Jones         | 1-2         |
| Lola-Hart Lola-Ford Cosworth Team Haas (USA) Ltd   | Lola THL1                  | Hart 415T L4 t 1.5             | G    | 16   | Patrick Tambay     | 1-3         |
| Lola-Hart Lola-Ford Cosworth Team Haas (USA) Ltd   | Lola THL2                  | Ford Cosworth GBA V6 t 1.5     | G    | 15   | Alan Jones         | 3-16        |
| Lola-Hart Lola-Ford Cosworth Team Haas (USA) Ltd   | Lola THL2                  | Ford Cosworth GBA V6 t 1.5     | G    | 16   | Patrick Tambay     | 4-6, 8-16   |
| Lola-Hart Lola-Ford Cosworth Team Haas (USA) Ltd   | Lola THL2                  | Ford Cosworth GBA V6 t 1.5     | G    | 16   | Eddie Cheever      | 7           |
| Arrows-BMW Barclay Arrows BMW                      | Arrows A8                  | BMW M12/13 L4 t 1.5            | G    | 17   | Marc Surer         | 1-5         |
| Arrows-BMW Barclay Arrows BMW                      | Arrows A8                  | BMW M12/13 L4 t 1.5            | G    | 17   | Christian Danner   | 7-16        |
| Arrows-BMW Barclay Arrows BMW                      | Arrows A8                  | BMW M12/13 L4 t 1.5            | G    | 18   | Thierry Boutsen    | Sve         |
| Benetton-BMW Benetton Formula Ltd                  | Benetton B186              | BMW M12/13 L4 t 1.5            | P    | 19   | Teo Fabi           | Sve         |
| Benetton-BMW Benetton Formula Ltd                  | Benetton B186              | BMW M12/13 L4 t 1.5            | P    | 20   | Gerhard Berger     | Sve         |
| Osella-Alfa Romeo Osella Squadra Corse             | Osella FA1G Osella FA1F    | Alfa Romeo 890T V8 t 1.5       | P    | 21   | Piercarlo Ghinzani | Sve         |
| Osella-Alfa Romeo Osella Squadra Corse             | Osella FA1G Osella FA1F    | Alfa Romeo 890T V8 t 1.5       | P    | 22   | Christian Danner   | 1-6         |
| Osella-Alfa Romeo Osella Squadra Corse             | Osella FA1G Osella FA1F    | Alfa Romeo 890T V8 t 1.5       | P    | 22   | Allen Berg         | 7-12, 14-16 |
| Osella-Alfa Romeo Osella Squadra Corse             | Osella FA1G Osella FA1F    | Alfa Romeo 890T V8 t 1.5       | P    | 22   | Alex Caffi         | 13          |
| Minardi-Motori Moderni Minardi F1 Team             | Minardi M185B Minardi M186 | Motori Moderni 615-90 V6 t 1.5 | P    | 23   | Andrea de Cesaris  | Sve         |
| Minardi-Motori Moderni Minardi F1 Team             | Minardi M185B Minardi M186 | Motori Moderni 615-90 V6 t 1.5 | P    | 24   | Alessandro Nannini | Sve         |
| Ligier-Renault Equipe Ligier                       | Ligier JS27                | Renault EF15 V6 t 1.5          | P    | 25   | René Arnoux        | Sve         |
| Ligier-Renault Equipe Ligier                       | Ligier JS27                | Renault EF15 V6 t 1.5          | P    | 26   | Jacques Laffite    | 1-9         |
| Ligier-Renault Equipe Ligier                       | Ligier JS27                | Renault EF15 V6 t 1.5          | P    | 26   | Philippe Alliot    | 10-16       |
| Ferrari Scuderia Ferrari SpA SEFAC                 | Ferrari F186               | Ferrari 032 V6 t 1.5           | G    | 27   | Michele Alboreto   | Sve         |
| Ferrari Scuderia Ferrari SpA SEFAC                 | Ferrari F186               | Ferrari 032 V6 t 1.5           | G    | 28   | Stefan Johansson   | Sve         |
| AGS-Motori Moderni Jolly Club SpA                  | AGS JH21C                  | Motori Moderni 615-90 V6 t 1.5 | P    | 31   | Ivan Capelli       | 13-14       |

## Utrke
|     | Utrka                                              | 1.                              | 2.                               | 3.                              |
| --- | -------------------------------------------------- | ------------------------------- | -------------------------------- | ------------------------------- |
|     |                                                    |                                 |                                  |                                 |
| 1.  | VN Brazila, Jacarepagua 23. ožujka 1986.           | Nelson Piquet Williams-Honda    | Ayrton Senna Lotus-Renault       | Jacques Laffite Ligier-Renault  |
| 2.  | VN Španjolske, Jerez 13. travnja 1986.             | Ayrton Senna Lotus-Renault      | Nigel Mansell Williams-Honda     | Alain Prost McLaren-TAG Porsche |
| 3.  | VN San Marina, Imola 27. travnja 1986.             | Alain Prost McLaren-TAG Porsche | Nelson Piquet Williams-Honda     | Gerhard Berger Benetton-BMW     |
| 4.  | VN Monaka, Monte Carlo 11. svibnja 1986.           | Alain Prost McLaren-TAG Porsche | Keke Rosberg McLaren-TAG Porsche | Ayrton Senna Lotus-Renault      |
| 5.  | VN Belgije, Spa-Francorchamps 25. svibnja 1986.    | Nigel Mansell Williams-Honda    | Ayrton Senna Lotus-Renault       | Stefan Johansson Ferrari        |
| 6.  | VN Kanade, Montreal 15. lipnja 1986.               | Nigel Mansell Williams-Honda    | Alain Prost McLaren-TAG Porsche  | Nelson Piquet Williams-Honda    |
| 7.  | VN SAD, Detroit 22. lipnja 1986.                   | Ayrton Senna Lotus-Renault      | Jacques Laffite Ligier-Renault   | Alain Prost McLaren-TAG Porsche |
| 8.  | VN Francuske, Paul Ricard 6. srpnja 1986.          | Nigel Mansell Williams-Honda    | Alain Prost McLaren-TAG Porsche  | Nelson Piquet Williams-Honda    |
| 9.  | VN Velike Britanije, Brands Hatch 13. srpnja 1986. | Nigel Mansell Williams-Honda    | Nelson Piquet Williams-Honda     | Alain Prost McLaren-TAG Porsche |
| 10. | VN Njemačke, Hockenheim 27. srpnja 1986.           | Nelson Piquet Williams-Honda    | Ayrton Senna Lotus-Renault       | Nigel Mansell Williams-Honda    |
| 11. | VN Mađarske, Hungaroring 10. kolovoza 1986.        | Nelson Piquet Williams-Honda    | Ayrton Senna Lotus-Renault       | Nigel Mansell Williams-Honda    |
| 12. | VN Austrije, Österreichring 17. kolovoza 1986.     | Alain Prost McLaren-TAG Porsche | Michele Alboreto Ferrari         | Stefan Johansson Ferrari        |
| 13. | VN Italije, Monza 7. rujna 1986.                   | Nelson Piquet Williams-Honda    | Nigel Mansell Williams-Honda     | Stefan Johansson Ferrari        |
| 14. | VN Portugala, Estoril 21. rujna 1986.              | Nigel Mansell Williams-Honda    | Alain Prost McLaren-TAG Porsche  | Nelson Piquet Williams-Honda    |
| 15. | VN Meksika, Mexico 12. listopada 1986.             | Gerhard Berger Benetton-BMW     | Alain Prost McLaren-TAG Porsche  | Ayrton Senna Lotus-Renault      |
| 16. | VN Australije, Adelaide 26. listopada 1986.        | Alain Prost McLaren-TAG Porsche | Nelson Piquet Williams-Honda     | Stefan Johansson Ferrari        |
|     |                                                    |                                 |                                  |                                 |

## Konačni poredak

### Vozači
| Mjesto | Vozač            | Bodovi |
| ------ | ---------------- | ------ |
| 1.     | Alain Prost      | 72     |
| 2.     | Nigel Mansell    | 70     |
| 3.     | Nelson Piquet    | 69     |
| 4.     | Ayrton Senna     | 55     |
| 5.     | Stefan Johansson | 23     |
| 6.     | Keke Rosberg     | 22     |
| 7.     | Gerhard Berger   | 17     |
| 8.     | Jacques Laffite  | 14     |
| 9.     | Michele Alboreto | 14     |
| 10.    | René Arnoux      | 14     |
| 11.    | Martin Brundle   | 8      |
| 12.    | Alan Jones       | 4      |
| 13.    | Johnny Dumfries  | 3      |
| 14.    | Philippe Streiff | 3      |
| 15.    | Patrick Tambay   | 2      |
| 16.    | Teo Fabi         | 2      |
| 17.    | Riccardo Patrese | 2      |
| 18.    | Christian Danner | 1      |
| 19.    | Philippe Alliot  | 1      |

### Konstruktori
| Pozicija | Konstruktor         | Bodovi |
| -------- | ------------------- | ------ |
| 1.       | Williams-Honda      | 141    |
| 2.       | McLaren-TAG Porsche | 96     |
| 3.       | Lotus-Renault       | 58     |
| 4.       | Ferrari             | 37     |
| 5.       | Ligier-Renault      | 29     |
| 6.       | Benetton-BMW        | 19     |
| 7.       | Tyrrell-Renault     | 11     |
| 8.       | Lola-Ford Cosworth  | 6      |
| 9.       | Brabham-BMW         | 2      |
| 10.      | Arrows-BMW          | 1      |

## Vanjske poveznice
- Službena stranica Formule 1